# Kekermetrobrug
De Kekermetrobrug (brug 1614) is een bouwkundig kunstwerk in Amsterdam-Zuidoost.
De brug overspant een sierwater aan de zuidelijke grens van de K-buurt en werd geprojecteerd tussen hoogbouwflats, de zogenaamde honingraatflats. In de 21e eeuw ligt de brug tussen twee laagbouwwijken, die in de plaats kwamen van de hoogbouw. De brug is in 1973-1975 aangelegd voor de Metrolijn 53, deel van de Oostlijn. De kunstwerken in die lijn zijn ontworpen door Sier van Rhijn en Ben Spängberg van de Dienst der Publieke Werken..Het betreft hier een dubbelsporig spoorviaduct.
Op 18 december 2018 besloten burgemeester en wethouders van Amsterdam het viaduct een naam te geven. Kekermetrobrug is vernoemd naar de drie straten ten westen van de brug (1e Kekerstraat, 2e Kekerstraat, 3e Kekerstraat), die vernoemd zijn naar de keker, kikkererwt.
<<< · 1601 · 1602 · 1603 · 1604 · 1605 · 1606 · 1607 · 1608 · 1609 · 1610 · 1611 · 1612 · 1613 · 1614 · 1615 · 1616 · 1617 · 1618 · 1619 · 1620 · 1621 · 1622 · 1623 · 1624 · 1625 · 1626 · 1627 · 1629 · 1630 · 1633 · 1634 · 1635 · 1636 · 1637 · 1638 · 1639 ·  1640 · 1641 · 1642 · 1643 · 1644 ·  1645 · 1646 · 1647 · 1648 · 1649 · 1650 · 1651 · 1652 · 1653 · 1654 · 1655 · 1656 · 1657 · 1658 · 1659 · 1660 · 1661 · 1662 · 1663 · 1664 · 1695 · 1696 · 1697 · >>>
Brugnummers  1600, 1628, 1632, 1665-1694, 1698, 1699 zijn niet vergeven. Brug 1631 is in 2019 gesloopt.